# Bobbi Baker
Bobbi Baker (1981, Raleigh, Carolina del Norte) es una actriz estadounidense que es conocida por su papel como Kiki en la comedia House of Payne. Recientemente tuvo un papel en la película Madea Goes to Jail.

## Biografía
Baker se graduó de la escuela Athens Drive en 1998.
Baker asistió a la Escuela de Oxford de Drama en 2000. Se graduó de la Universidad Western Carolina en 2001 con una licenciatura en teatro. Luego, estudió cuatro años en Juilliard, graduándose en la primavera de 2007.
Baker fue la primera persona en la historia de la División de Drama de Juilliard en graduarse con honor por su trabajo en una tesis llamada, "To What Extent is Black Preaching a Manifestation of Black Culture?"

## Vida personal
Se casó con Nate James en agosto de 2007. James era delantera y capitán de un equipo de la Universidad Duke. Ahora es entrenadora asistente en la escuela.
Su hijo Nathaniel III nació el 26 de julio de 2009.

## Carrera
Después de graduarse de Juilliard, actuó como Claudia en The Bluest Eye. Baker ganó una crítica sólida por su papel en The Bluest Eye, con The New York Times diciendo:
"Bobbie Baker es excelente como un propietario de peluquería."
A finales de 2007, presentó una cinta de audición a Tyler Perry y fue elegida como Kiki en House of Payne.
Baker interpreta al personaje recurrente de Kiki, una empleada de peluquería, en la tercera temporada del programa. El personaje, fue un reto para Baker." Kiki es una pistola... La gente no me ve difícil. Decidí profundizar y encontrar este personaje. Cuando comenzamos a grabar, ella comenzó a surgir," dijo Baker.
Desde entonces, Baker ha sido preguntada para unirse a House of Payne para temporadas adicionales.
Su trabajo llevó a Perry a elegirla como asistente fiscal de distrito en su pelúcla Madea Goes to Jail.

## Filmografía
- Madea Goes to Jail (2009) como Tanya.

## Televisión
- House of Payne (2008–presente) - miembro recurrente

- Dawson's Creek (2002) (1 episodio).